# Konergino
Konergino (ryska Конергино) är en ort i den autonoma regionen Tjuktjien i Ryssland. Folkmängden uppgår till cirka 350 invånare.
Konergino är en renskötarby, söder om Egvekinot i Anadyrbukten. Namnet är på tjuktjiska Kei'i'yergyn vilket betyder "den krökta dalen".